# منزل إبتهاج
منزل إبتهاج (بالفارسية: خانه ابتهاج) هو منزل تاريخي يعود إلى عصر الدولة البهلوية، ويقع في طهران.